# 南湖秋月园
南湖秋月园是江苏省昆山市周庄镇的一处景点，位于南市河与南湖交汇处，是一处现代江南园林。
“南湖秋月”为周庄古八景之一，尤以秋夜的月色意境为佳。晋惠帝永宁二年（302年），天下大乱，时任大司马东曹掾的张翰以秋风起，思念家乡吴郡的菰菜、蓴羹、鲈鱼脍，作歌“秋风起兮佳景时，吴江水兮鲈正肥。三千里兮家未归，恨难得兮仰天悲。”，说“人生贵得适志，何能羁宦数千里，以要名爵乎？”，于是辞官从洛阳返乡，游钓于南湖。